# Cha Gonzalez
Cha Gonzalez est une photographe, vidéaste éditoriale et documentaire française née en 1985 à Paris.
Elle est connue pour son travail sur la jeunesse, la nuit, et les troubles sociaux et intérieurs. Sa série Abandon, publiée dans plusieurs magazines a été sélectionnée pour le prix Virginia 2018 qui récompense une femme photographe.
Elle est basée à Paris.

## Biographie
Cha Gonzalez est née le 8 juillet 1985 à Paris. Elle passe son enfance au Liban où elle réalise ses premières photos. Après le bac, elle rentre à l'École des beaux-arts de Bordeaux. Marquée par les manifestations contre le contrat première embauche (CPE) en 2006, elle se destine à devenir photographe de guerre. Elle poursuit ses études à l'École nationale supérieure des arts décoratifs de Paris où son mémoire de quatrième année porte sur Le photographe de guerre, le filtre médiatique et le spectateur. Elle est diplômée en 2010 avec un travail sur les nuits à Beyrouth où elle essaie de parler de la guerre de manière indirecte en photographiant la vie nocturne des jeunes.
Avec Abandon, elle poursuit en France son travail amorcé aux Arts-Déco. Une grande partie des photos de la série sont prises au Péripate, un squat de la porte de La Villette, aux soirées organisées par La Klepto au Chinois à Montreuil où les fêtards s’abonnent dans la danse, l’alcool et les drogues,,. La série est notamment publiée dans Fisheye, IZ et Meteore et Cha Gonzalez est sélectionnée en 2018 pour le prix Virginia qui récompense une femme photographe.
En 2019, plusieurs de ses photos sont présentées dans le cadre de l’exposition C’est Beyrouth qui réunit seize photographes et vidéastes représentant le Liban d’aujourd’hui à l’Institut des Cultures d'Islam à Paris,,.
Basée à Paris, Cha Gonzalez a notamment collaboré avec Le Monde, The Wall Street Journal, Elle, Libération, Grazia et Causette.
Les Éditions Thierry Magnier retiennent ses photos pour illustrer les couvertures des ouvrages de la collection L’Ardeur dont les textes « parlent de sexualité, de désir, de fantasme » adolescents.

## Distinction
- 2018 : finaliste du prix Virginia[7]

## Exposition
- 2020 : festival Nicéphore + à Clermont-Ferrand[13]